# 33450 Allender
33450 Allender este o planetă minoră (asteroid) din centura de asteroizi. A fost descoperită pe 19 martie 1999 la Experimental Test Site⁠(d) de Lincoln Near-Earth Asteroid Research. 
Obiectul prezintă o orbită caracterizată de o semiaxă mare de 2,2927923 UAi, o excentricitate de 0,15, o înclinație de 5,89141 ° în raport cu ecliptica.